# Голі-Лох
Голі-Лох, або Холі-Лох (англ. Holy Loch; шотл. гел. An Loch Sianta/Seunta) — морський лох, частина затоки Ферт-оф-Клайд, яке знаходиться у двох милях на північ від Данун на півострові Ковал, в Аргайл-і-Б'юті, Шотландія. Приблизно одну милю в поперечнику, озеро простягається вглиб країни на дві-три милі на захід, залежно від припливу. Вхід знаходиться на західному узбережжі затоки Ферт-оф-Клайд, позначений Строун-Пойнт на півночі та Хантерс-Куей на півдні.
Вважається, що назва «Святий Лох» походить з VI століття, коли святий Манн висадився тут після того, як покинув Ірландію. Парафіяльна церква Кілмуна та Мавзолей Аргайла, як кажуть, стоять на місці, де колись була церква Святого Мунна.
На південь від лоха на березі Клайда лежить містечко Дунун, найбільший населений пункт на півострові Ковал, а будинки продовжуються навколо сіл Кірн, Хантерс-Куей, Арднадам і повз Лазаретто-Пойнт, село Сендбанк, з відкритою сільською місцевістю в кінці озера. На північному берегу розташоване селище Кілмун, а в Строн-Пойнт село Строн, що простягається по західному берегу Ферт-оф-Клайда, майже приєднавшись до Блермора на озері Лох-Лонг.
Раніше в усіх селах були причали, які обслуговували пароплави «Клайд», сьогодні Western Ferries курсує між Хантерс-Куей і Макінрой-Пойнт на околиці Гурока, тоді як Argyll Ferries курсує від Дунуна до Гурока. У кінці озера A815 (після з'єднання з A880 в Ардбегу) простягається далі на північ, на схід від річки Іксейг, до ботанічного саду та дендропарку Бенмор (також відомого як «Молоді ботанічні сади»), озера Лох-Ек і далі в напрямку Інверарей.
Під час Другої світової війни озеро Голі-Лох використовувалося як база підводних човнів Британського королівського флоту. З 1961 по 1992 рік він використовувався як база підводних човнів ВМС США для балістичних ракет. У 1992 році база Голі-Лох була визнана непотрібною після розпаду Радянського Союзу і згодом закрита.